# Kristina McLaren
Kristina Katelyn McLaren (ur. 1997) – kanadyjska zapaśniczka walcząca w stylu wolnym. Złota medalistka igrzysk frankofońskich w 2017 roku.
Zawodniczka Brock University w St. Catharines.